# Oxyopes altifrons
Oxyopes altifrons är en spindelart som beskrevs av Cândido Firmino de Mello-Leitão 1941. 
Oxyopes altifrons ingår i släktet Oxyopes och familjen lospindlar. Inga underarter finns listade i Catalogue of Life.